# عباسقلی آدمیت
عباسقلی خان قزوینی ملقب به آدمیت (۱۲۴۰ – ۱۳۱۸ خورشیدی) فعال سیاسی و بنیان‌گذار جامع آدمیت بود.

## شرح حال
در ۱۲۴۰ خورشیدی در قزوین به دنیا آمد در کودکی پدرش عیوضعلی خان را از دست داد و زیر نظر شوهر خواهرش میرزا محمد خان قزوینی که منشی کامران میرزا بود پرورش یافت. در بیست سالگی وارد تشکیلات دیوانی میرزا یحیی خان مشیرالدوله شد و مشیرالدوله موجب آشنایی وی با میرزا ملکم خان و محافل روشنفکری گردید پس از این آشنایی بود که او وارد عرصه سیاست و مروج افکار آزادی‌خواهی شد. افکار قانون‌خواهی و آزادی‌خواهی از بیست سال پیش و با نوشته‌های طالبوف تبریزی و مستشارالدوله در میان ملت و دربار رخنه کرده بود. سال ۱۲۶۸ خورشیدی و همزمان با انتشار روزنامه قانون توسط ملکم، وی شروع به نشر و تبلیغ عقاید وی کرد و گفته می‌شد که عضو انجمن فراموشخانه شده بود.

## انجمن آدمیت
پس از قتل ناصرالدین شاه در اردیبهشت ۱۲۷۵، آدمیت انجمنی بنام انجمن آدمیت را بنیاد نهاد و تا سال ۱۲۸۷ که مجلس توسط محمدعلی شاه به توپ بسته شد ریاست آن را عهده‌دار بود.  گفته شده‌است که این مجمع برای برپایی سه هدف عمده یعنی به کاربردن مهندسی اجتماعی برای دستیابی به توسعه ملی، کسب آزادی های فردی و دستیابی به برابری حقوقی همگان تلاش می‌کرده‌است.

## عاقبت کار
پس از ترور نافرجام محمدعلی شاه وی توانست با توصیه‌های خود از خشونت شاه بکاهد و افرادی را از عقوبت نجات دهد. آدمیت بعد از سفر نافرجامی برای دیدن ملکم خان، به مدت ۳۰ سال خانه‌نشین و منزوی گردید و در سال ۱۳۱۸ خورشیدی فوت نمود. 
بازماندگان وی عبارتند از: صادق آدمیت، فریدون آدمیت، طهمورث آدمیت و منوچهر آدمیت.